# Sarah Palfrey Cooke
Sarah Hammond Palfrey Danzig, ameriška tenisačica, * 18. september 1912, Sharon, Massachusetts, ZDA, † 27. februar 1996, New York, ZDA.
Sarah Palfrey je v posamični konkurenci dvakrat osvojila Nacionalno prvenstvo ZDA, v letih 1941 in 1945, obakrat je premagala Pauline Betz Addie, še dvakrat je zaigrala v finalu, v letih 1934 in 1935, obakrat jo je premagala Helen Jacobs. Na turnirjih za Prvenstvo Anglije se je najdlje uvrstila v polfinale leta 1939, na turnirjih za Amatersko prvenstvo Francije pa v četrtfinale istega leta. Še uspešnejša je bila med dvojicami, saj je v konkurenci ženskih dvojic kar devetkrat osvojila Nacionalno prvenstvo ZDA in dvakrat Prvenstvo Anglije, v konkurenci mešanih dvojic pa štirikrat Nacionalno prvenstvo ZDA in enkrat Amatersko prvenstvo Francije. Leta 1963 je bila sprejeta v Mednarodni teniški hram slavnih.

## Finali Grand Slamov

### Posamično (4)

#### Zmage (2)
| Leto | Turnir                       | Nasprotnica v finalu | Rezultat finala |
| 1941 | Nacionalno prvenstvo ZDA     | Pauline Betz Addie   | 7–5, 6–2        |
| 1945 | Nacionalno prvenstvo ZDA (2) | Pauline Betz Addie   | 3–6, 8–6, 6–4   |

#### Porazi (2)
| Leto | Turnir                       | Nasprotnica v finalu | Rezultat finala |
| 1934 | Nacionalno prvenstvo ZDA     | Helen Jacobs         | 1–6, 4–6        |
| 1935 | Nacionalno prvenstvo ZDA (2) | Helen Jacobs         | 2–6, 4–6        |